# Stadttheater Stargard

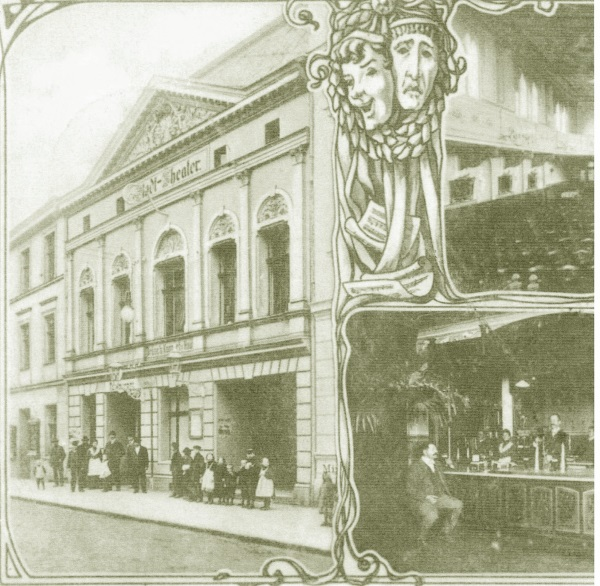
Stadttheater Stargard, Postkarte, 1906

Das Stadttheater Stargard war ein Veranstaltungssaal in Stargard in Pommern im 19. und frühen 20. Jahrhundert.

## Saal
Der Saal befand sich in einem Wohn- und Geschäftshaus in der Königstraße 42 (jetzt ulica Krzywoustego). Er hatte eine Bühne für Vorstellungen sowie eine Empore bzw. Rang. Die Stühle wurden entweder in Reihen parallel zur Bühne oder längs an langen Tischen aufgestellt.
In dem Saal, der als Stadttheater und/oder auch als Concerthaus bezeichnet wurde, wurden Theatervorführungen und Opern und Operetten aufgeführt, häufiger auch von auswärtigen Theatergruppen. Er wurde wahrscheinlich auch für weitere Festveranstaltungen und als Restaurant genutzt. Das Stadttheater hatte auch ein eigenes kleines Schauspielerensemble, das Orchester stellte ein Infanterie-Regiment.
Die Nutzung als Theater bestand spätestens seit 1876 und wurde bis 1944/45 weitergeführt.
Inhaber waren Carl Stein (1876–1878 erwähnt), G. A. Schuster (1902 erwähnt) und Emil Dröse (1907–1911, 1920 erwähnt).
1878 wurde das Drama Stützen der Gesellschaft von Henrik Ibsen hier aufgeführt.
Das Gebäude wurde wahrscheinlich 1945 zerstört.